# Szwedzka Formuła 3 Sezon 1974
1974 – jedenasty sezon Szwedzkiej Formuły 3.

## Kalendarz wyścigów
| Runda | Data        | Tor        | Pole position   | Najszybsze okrążenie | Zwycięzca (kierowcy) | Zwycięzca (zespoły) |
| ----- | ----------- | ---------- | --------------- | -------------------- | -------------------- | ------------------- |
| 1     | 28 kwietnia | Kågeröd    | Conny Andersson | Conny Andersson      | Conny Andersson      | GeKås Kläder Racing |
| 2     | 9 czerwca   | Anderstorp | Ulf Svensson    | ?                    | Ulf Svensson         | Falkenbergs MK      |
| 3     | 14 lipca    | Falkenberg | Conny Andersson | ?                    | Conny Andersson      | GeKås Kläder Racing |
| 4     | 31 sierpnia | Kågeröd    | Brian Henton    | Conny Andersson      | Conny Andersson      | GeKås Kläder Racing |
| 5     | 15 września | Linköping  | Gunnar Nilsson  | Gunnar Nilsson       | Gunnar Nordström     | Umeå AK             |

## Klasyfikacja kierowców
| Legenda oznaczeń w tabelach wyników Wyświetl szablon na nowej stronie | Legenda oznaczeń w tabelach wyników Wyświetl szablon na nowej stronie                                                                     |
| Oznaczenie                                                            | Wyjaśnienie |
| --------------------------------------------------------------------- | --- |
| Złoty                                                                 | Zwycięzca lub mistrzostwo |
| Srebrny                                                               | 2. miejsce lub wicemistrzostwo |
| Brązowy                                                               | 3. miejsce lub II wicemistrzostwo |
| Zielony                                                               | Ukończył, punktował (w klasyfikacji generalnej, gdy zdobył co najmniej jeden punkt na przestrzeni sezonu, poza trzema powyższymi opcjami) |
| Niebieski                                                             | Ukończył, nie punktował (w klasyfikacji generalnej, gdy nie zdobył co najmniej jednego punktu na przestrzeni sezonu)                      |
| Czerwony                                                              | Nie zakwalifikował się (NZ) |
| Czerwony                                                              | Nie prekwalifikował się (NPK) |
| Różowy                                                                | Nie ukończył (NU) |
| Różowy                                                                | Niesklasyfikowany (NS) (w klasyfikacji generalnej, gdy nie został sklasyfikowany w żadnym wyścigu sezonu)                                 |
| Czarny                                                                | Zdyskwalifikowany (DK) |
| Czarny                                                                | Wykluczony (WYK/EX) |
| Biały                                                                 | Nie wystartował (NW) |
| Biały                                                                 | Kontuzjowany (K/INJ) |
| Biały                                                                 | Wyścig odwołany (OD/C) |
| Bez koloru                                                            | Został wycofany (WYC/WD) |
| Bez koloru                                                            | Nie przybył (NP/DNA) |
| Bez koloru                                                            | Nie brał udziału w treningach (NT/DNP) |
| Bez koloru                                                            | Nie został zgłoszony (–) |
| Pogrubienie                                                           | Start z pole position |
| Kursywa                                                               | Najszybsze okrążenie wyścigu |
| †                                                                     | Nie ukończył, ale jego rezultat został zaliczony ze względu na przejechanie więcej niż 90% dystansu wyścigu.                              |
| *                                                                     | Sezon w trakcie |
| 1/2/3                                                                 | Punktowana pozycja w sprincie kwalifikacyjnym                                                                                             |
| Lista systemów punktacji Formuły 1                                    | |

| Poz.                                          | Kierowca             | Zespół                          | KNT | AND | FLK | KNT | MNT | Punkty |
| --------------------------------------------- | -------------------- | ------------------------------- | --- | --- | --- | --- | --- | ------ |
| 1                                             | Conny Andersson      | GeKås Kläder Racing             | 1   | 3   | 1   | 1   | 3   | 95     |
| 2                                             | Ulf Svensson         | Falkenbergs MK                  | NU  | 1   | 3   | 8   | 4   | 89     |
| 3                                             | Håkan Alriksson      | Nybro AC                        | NU  | 5   | 4   | 9   | 5   | 82     |
| 4                                             | Gunnar Nordström     | Västkuststugan                  | -   | 2   | NU  | 3   | 1   | 72     |
| 5                                             | Erkki Salminen       | Vätterleden Racing              | 4   | -   | 7   | 12  | 7   | 72     |
| 6                                             | Jan Ridell           | Autosport                       | NW  | 7   | 8   | 11  | 9   | 71     |
| 7                                             | Leif Engström        | Dalarna Racing Team             | 3   | 9   | 9   | NS  | 9   | 65     |
| 8                                             | Claes Sigurdsson     | Dalsy Konfektion AB             | 5   | NU  | NU  | 6   | 6   | 60     |
| 9                                             | Ronny Hansson        | H-Fönstret Racing               | -   | 6   | 2   | 10  | NU  | 59     |
| 10                                            | Curt Normann         | Bengtsfors MC                   | NU  | 14  | 13  | 15  | 15  | 48     |
| 11                                            | John-Erik Johansson  | Hans Wängstre Racing            | 9   | 8   | 5   | -   | -   | 45     |
| 12                                            | Gunnar Nilsson       | Reine Wisell Racing             | 2   | NU  | NU  | NS  | 2   | 44     |
| 13                                            | Ronny Wallin         | Dalsy Konfektion AB             | NU  | 12  | 11  | NS  | 10  | 42     |
| 14                                            | Bo Hagberg           | Dalarna Racing Team             | 7   | NW  | 6   | NS  | NU  | 31     |
| 15                                            | Lasse Karlsson       | Kanapébageriet Malmö            | -   | -   | NU  | 14  | 13  | 31     |
| 16                                            | Nils-Åke Carlborg    | Aneby Hus Racing Team           | -   | 16  | 14  | 16  | -   | 31     |
| 17                                            | Mats Byström         | Stockholms BK                   | -   | -   | 12  | -   | 11  | 29     |
| 18                                            | Lars Svensson        | Skrea Motell/Jan Persson Racing | -   | 10  | 10  | NS  | NU  | 27     |
| 19                                            | Curth-Rune Johansson | Uppsala BKC                     | 8   | 13  | NU  | -   | -   | 22     |
| 20                                            | Mats Nygren          | Hyllinge MS                     | -   | -   | -   | 13  | -   | 17     |
| 21                                            | Rolf Johansson       | MK Scandia                      | -   | NW  | NU  | -   | 12  | 16     |
| 22                                            | Håkan Dahlqvist      | Karlssons Klister Racing Team   | 6   | NW  | NU  | -   | NU  | 14     |
| 23                                            | Anders Hermansson    | Rasbo MK                        | -   | -   | -   | -   | 14  | 14     |
| 24                                            | Anders Olofsson      | Halmstad AK                     | -   | 11  | -   | -   | -   | 12     |
| 25                                            | Bo Pettersson        | SMK Uppsala                     | -   | 15  | -   | -   | -   | 8      |
| NS                                            | Björn Steenberg      | Topcon Racing Team              | -   | NW  | -   | -   | -   | 0      |
| NS                                            | Egert Haglund        | Egert Haglund                   | -   | NU  | -   | -   | NU  | 0      |
| Kierowcy niedopuszczeni do zdobywania punktów |                      |                                 |     |     |     |     |     |        |
| NS                                            | Giorgio Francia      | Scuderia Mirabella Mille Miglia | -   | -   | -   | 2   | -   | 0      |
| NS                                            | Jac Nelleman         | Texaco Racing Denmark           | -   | 4   | -   | 7   | -   | 0      |
| NS                                            | Brian Henton         | March Engineering               | -   | -   | -   | 4   | -   | 0      |
| NS                                            | José Chateaubriand   | March Engineering               | -   | -   | -   | 5   | -   | 0      |
| NS                                            | Thorkild Thyrring    | Hans Wängstre Racing            | -   | -   | -   | NS  | -   | 0      |